# Лепидозамия
Лепидозамия (лат. Lepidozamia; от лат. lepis — чешуя и Zamia) — род саговниковых деревьев семейства Замиевые, распространённый на востоке Австралии.

## Виды
По информации базы данных The Plant List (на июль 2016) род включает 2 вида:
- Lepidozamia hopei (W.Hill) Regel — Лепидозамия Хоупа
- Lepidozamia peroffskyana Regel — Лепидозамия Перовского